# Список астероїдів (7501—7600)
| Назва                                   | Тимчасове позначення | Дата відкриття    | Місце відкриття                     | Відкривач                                              |
| --------------------------------------- | -------------------- | ----------------- | ----------------------------------- | ------------------------------------------------------ |
| 7501 Фарра (Farra)                      | 1996 VD3             | 9 листопада 1996  | Фарра-д'Ізонцо                      | Фарра-д'Ізонцо                                         |
| (7502) 1996 VP7                         | 1996 VP7             | 15 листопада 1996 | Обсерваторія Наті-Кацуура           | Йошісада Шімідзу, Такеші Урата                         |
| (7503) 1996 VJ38                        | 1996 VJ38            | 7 листопада 1996  | Обсерваторія Кушіро                 | Сейджі Уеда, Хіроші Канеда                             |
| 7504 Кавакіта (Kawakita)                | 1997 AF1             | 2 січня 1997      | Обсерваторія Оїдзумі                | Такао Кобаяші                                          |
| 7505 Furusho                            | 1997 AM2             | 3 січня 1997      | Обсерваторія Оїдзумі                | Такао Кобаяші                                          |
| 7506 Луб (Lub)                          | 4837 P-L             | 24 вересня 1960   | Паломарська обсерваторія            | К. Й. ван Гаутен, І. ван Гаутен-Ґроневельд, Т. Герельс |
| 7507 Ізраель (Israel)                   | 7063 P-L             | 17 жовтня 1960    | Паломарська обсерваторія            | К. Й. ван Гаутен, І. ван Гаутен-Ґроневельд, Т. Герельс |
| 7508 Іке (Icke)                         | 2327 T-3             | 16 жовтня 1977    | Паломарська обсерваторія            | К. Й. ван Гаутен, І. ван Гаутен-Ґроневельд, Т. Герельс |
| 7509 Гамзатов (Gamzatov)                | 1977 EL              | 9 березня 1977    | КрАО                                | Черних Микола Степанович                               |
| (7510) 1978 UF6                         | 1978 UF6             | 27 жовтня 1978    | Паломарська обсерваторія            | Мішель Олмстід                                         |
| 7511 Паткассен (Patcassen)              | 1981 EX24            | 2 березня 1981    | Обсерваторія Сайдинг-Спрінг         | Ш. Дж. Бас                                             |
| 7512 Монікалаззарін (Monicalazzarin)    | 1983 CA1             | 15 лютого 1983    | Станція Андерсон-Меса               | Едвард Бовелл                                          |
| (7513) 1985 RU2                         | 1985 RU2             | 5 вересня 1985    | Обсерваторія Ла-Сілья               | Анрі Дебеонь                                           |
| (7514) 1986 ED                          | 1986 ED              | 7 березня 1986    | Кобусізава                          | Масару Іноуе, Осаму Мурамацу, Такеші Урата             |
| 7515 Марручіно (Marrucino)              | 1986 EF5             | 5 березня 1986    | Обсерваторія Ла-Сілья               | Джованні де Санктіс                                    |
| 7516 Краньц (Kranjc)                    | 1987 MC              | 18 червня 1987    | Обсерваторія Сан-Вітторе            | Обсерваторія Сан-Вітторе                               |
| (7517) 1989 AD                          | 1989 AD              | 3 січня 1989      | YGCO (станція Тійода)               | Такуо Кодзіма                                          |
| (7518) 1989 FG                          | 1989 FG              | 29 березня 1989   | Тойота                              | Кендзо Судзукі, Тошімата Фурута                        |
| 7519 Паулкук (Paulcook)                 | 1989 UN3             | 31 жовтня 1989    | Стейкенбрідж                        | Браян Маннінґ                                          |
| (7520) 1990 BV                          | 1990 BV              | 21 січня 1990     | Окутама                             | Цуному Хіокі, Шудзі Хаякава                            |
| (7521) 1990 QS2                         | 1990 QS2             | 24 серпня 1990    | Паломарська обсерваторія            | Генрі Гольт                                            |
| (7522) 1991 AJ                          | 1991 AJ              | 9 січня 1991      | Обсерваторія Йорії                  | Масару Араї, Хіроші Морі                               |
| (7523) 1991 PF18                        | 1991 PF18            | 8 серпня 1991     | Паломарська обсерваторія            | Генрі Гольт                                            |
| (7524) 1991 RW19                        | 1991 RW19            | 14 вересня 1991   | Паломарська обсерваторія            | Генрі Гольт                                            |
| 7525 Кійохіра (Kiyohira)                | 1992 YE              | 18 грудня 1992    | Станція JCPM Якіїмо                 | Акіра Наторі, Такеші Урата                             |
| (7526) 1993 AA                          | 1993 AA              | 2 січня 1993      | Обсерваторія Ніхондайра             | Такеші Урата                                           |
| 7527 Марплз (Marples)                   | 1993 BJ              | 20 січня 1993     | Обсерваторія Ніхондайра             | Такеші Урата                                           |
| 7528 Гускварна (Huskvarna)              | 1993 FS39            | 19 березня 1993   | Обсерваторія Ла-Сілья               | UESAC                                                  |
| 7529 Ваньоцці (Vagnozzi)                | 1994 BC              | 16 січня 1994     | Коллеверде ді Ґвідонія              | Обсерваторія Коллеверде                                |
| 7530 Мізусава (Mizusawa)                | 1994 GO1             | 15 квітня 1994    | Обсерваторія Кітамі                 | Кін Ендате, Кадзуро Ватанабе                           |
| 7531 Пекореллі (Pecorelli)              | 1994 SC              | 24 вересня 1994   | Обсерваторія Санта-Лючія Стронконе  | Обсерваторія Санта-Лючія Стронконе                     |
| 7532 Пельгржимов (Pelhrimov)            | 1995 UR1             | 22 жовтня 1995    | Обсерваторія Клеть                  | Мілош Тіхі                                             |
| (7533) 1995 UE6                         | 1995 UE6             | 25 жовтня 1995    | Обсерваторія Наті-Кацуура           | Йошісада Шімідзу, Такеші Урата                         |
| (7534) 1995 UA7                         | 1995 UA7             | 26 жовтня 1995    | Обсерваторія Наті-Кацуура           | Йошісада Шімідзу, Такеші Урата                         |
| (7535) 1995 WU2                         | 1995 WU2             | 16 листопада 1995 | Обсерваторія Кушіро                 | Сейджі Уеда, Хіроші Канеда                             |
| 7536 Фаренгейт (Fahrenheit)             | 1995 WB7             | 21 листопада 1995 | Обсерваторія Наті-Кацуура           | Йошісада Шімідзу, Такеші Урата                         |
| 7537 Сольве (Solvay)                    | 1996 HS8             | 17 квітня 1996    | Обсерваторія Ла-Сілья               | Ерік Вальтер Ельст                                     |
| 7538 Дзембей (Zenbei)                   | 1996 VE6             | 15 листопада 1996 | Обсерваторія Оїдзумі                | Такао Кобаяші                                          |
| (7539) 1996 XS32                        | 1996 XS32            | 6 грудня 1996     | Обсерваторія Кушіро                 | Сейджі Уеда, Хіроші Канеда                             |
| (7540) 1997 AK21                        | 1997 AK21            | 9 січня 1997      | Обсерваторія Кушіро                 | Сейджі Уеда, Хіроші Канеда                             |
| 7541 Ніувенхейс (Nieuwenhuis)           | 4019 T-3             | 16 жовтня 1977    | Паломарська обсерваторія            | К. Й. ван Гаутен, І. ван Гаутен-Ґроневельд, Т. Герельс |
| 7542 Джонпонд (Johnpond)                | 1953 GN              | 7 квітня 1953     | Обсерваторія Гейдельберг-Кеніґштуль | К. В. Райнмут                                          |
| 7543 Prylis                             | 1973 SY              | 19 вересня 1973   | Паломарська обсерваторія            | К. Й. ван Гаутен, І. ван Гаутен-Ґроневельд, Т. Герельс |
| 7544 Типографіянаука (Tipografiyanauka) | 1976 UB2             | 26 жовтня 1976    | КрАО                                | Смирнова Тамара Михайлівна                             |
| 7545 Смаукльоса (Smaklosa)              | 1978 OB              | 28 липня 1978     | Обсерваторія Маунт-Стромло          | Клаес-Інґвар Лаґерквіст                                |
| (7546) 1979 MB4                         | 1979 MB4             | 25 червня 1979    | Обсерваторія Сайдинг-Спрінг         | Е. Гелін, Ш. Дж. Бас                                   |
| (7547) 1979 MO4                         | 1979 MO4             | 25 червня 1979    | Обсерваторія Сайдинг-Спрінг         | Е. Гелін, Ш. Дж. Бас                                   |
| 7548 Енґштром (Engstrom)                | 1980 FW2             | 16 березня 1980   | Обсерваторія Ла-Сілья               | Клаес-Інґвар Лаґерквіст                                |
| 7549 Вудард (Woodard)                   | 1980 TO5             | 9 жовтня 1980     | Паломарська обсерваторія            | Керолін Шумейкер, Юджин Шумейкер                       |
| 7550 Вулам (Woolum)                     | 1981 EV8             | 1 березня 1981    | Обсерваторія Сайдинг-Спрінг         | Ш. Дж. Бас                                             |
| 7551 Едстолпер (Edstolper)              | 1981 EF26            | 2 березня 1981    | Обсерваторія Сайдинг-Спрінг         | Ш. Дж. Бас                                             |
| 7552 Сефтон (Sephton)                   | 1981 EB27            | 2 березня 1981    | Обсерваторія Сайдинг-Спрінг         | Ш. Дж. Бас                                             |
| 7553 Буйє (Buie)                        | 1981 FG              | 30 березня 1981   | Станція Андерсон-Меса               | Едвард Бовелл                                          |
| 7554 Джонспенсер (Johnspencer)          | 1981 GQ              | 5 квітня 1981     | Станція Андерсон-Меса               | Едвард Бовелл                                          |
| 7555 Венволков (Venvolkov)              | 1981 SZ6             | 28 вересня 1981   | КрАО                                | Журавльова Людмила Василівна                           |
| 7556 Перинальдо (Perinaldo)             | 1982 FX2             | 18 березня 1982   | Обсерваторія Ла-Сілья               | Анрі Дебеонь                                           |
| (7557) 1982 FK3                         | 1982 FK3             | 21 березня 1982   | Обсерваторія Ла-Сілья               | Анрі Дебеонь                                           |
| 7558 Юрлов (Yurlov)                     | 1982 TB2             | 14 жовтня 1982    | КрАО                                | Карачкіна Людмила Георгіївна                           |
| 7559 Кірстінмеєр (Kirstinemeyer)        | 1985 VF              | 14 листопада 1985 | Обсерваторія Брорфельде             | Поуль Єнсен                                            |
| 7560 Спадіс (Spudis)                    | 1986 AJ              | 10 січня 1986     | Паломарська обсерваторія            | Керолін Шумейкер, Юджин Шумейкер                       |
| 7561 Патрікмішель (Patrickmichel)       | 1986 TR2             | 7 жовтня 1986     | Станція Андерсон-Меса               | Едвард Бовелл                                          |
| 7562 Каґіроїно-Ока (Kagiroino-Oka)      | 1986 WO9             | 30 листопада 1986 | Обсерваторія Кісо                   | Хірокі Косаї, Кіїтіро Фурукава                         |
| (7563) 1988 BC                          | 1988 BC              | 16 січня 1988     | YGCO (станція Тійода)               | Такуо Кодзіма                                          |
| 7564 Gokumenon                          | 1988 CA              | 7 лютого 1988     | Обсерваторія Вайну-Баппу            | Р. Раджамоган                                          |
| 7565 Ціпфель (Zipfel)                   | 1988 RD11            | 14 вересня 1988   | Обсерваторія Серро Тололо           | Ш. Дж. Бас                                             |
| (7566) 1988 SP                          | 1988 SP              | 18 вересня 1988   | Обсерваторія Ла-Сілья               | Анрі Дебеонь                                           |
| (7567) 1988 TC1                         | 1988 TC1             | 13 жовтня 1988    | Обсерваторія Кушіро                 | Сейджі Уеда, Хіроші Канеда                             |
| (7568) 1988 VJ2                         | 1988 VJ2             | 7 листопада 1988  | Окутама                             | Цуному Хіокі, Нобухіро Кавасато                        |
| (7569) 1989 BK                          | 1989 BK              | 28 січня 1989     | Обсерваторія Ґекко                  | Йошіакі Ошіма                                          |
| (7570) 1989 CP                          | 1989 CP              | 5 лютого 1989     | Обсерваторія Йорії                  | Масару Араї, Хіроші Морі                               |
| 7571 Вайс Розе (Weisse Rose)            | 1989 EH6             | 7 березня 1989    | Обсерваторія Карла Шварцшильда      | Ф. Бернґен                                             |
| 7572 Знокаї (Znokai)                    | 1989 SF              | 23 вересня 1989   | Обсерваторія Кітамі                 | Кін Ендате, Кадзуро Ватанабе                           |
| 7573 Басфіфті (Basfifty)                | 1989 VX              | 4 листопада 1989  | Стейкенбрідж                        | Браян Маннінґ                                          |
| (7574) 1989 WO1                         | 1989 WO1             | 20 листопада 1989 | Обсерваторія Ніхондайра             | В. Какеї, М. Кідзава, Такеші Урата                     |
| 7575 Кімурасейдзі (Kimuraseiji)         | 1989 YK              | 22 грудня 1989    | Обсерваторія Яцуґатаке-Кобутізава   | Йошіо Кушіда, Осаму Мурамацу                           |
| (7576) 1990 BN                          | 1990 BN              | 21 січня 1990     | Обсерваторія Йорії                  | Масару Араї, Хіроші Морі                               |
| (7577) 1990 QV4                         | 1990 QV4             | 24 серпня 1990    | Паломарська обсерваторія            | Генрі Гольт                                            |
| 7578 Ґеорґбом (Georgbohm)               | 1990 SP7             | 22 вересня 1990   | Обсерваторія Ла-Сілья               | Ерік Вальтер Ельст                                     |
| (7579) 1990 TN1                         | 1990 TN1             | 14 жовтня 1990    | Паломарська обсерваторія            | Е. Гелін                                               |
| 7580 Швабгаусен (Schwabhausen)          | 1990 TM7             | 13 жовтня 1990    | Обсерваторія Карла Шварцшильда      | Ф. Бернґен, Лутц Шмадель                               |
| 7581 Юдович (Yudovich)                  | 1990 VY13            | 14 листопада 1990 | КрАО                                | Карачкіна Людмила Георгіївна                           |
| (7582) 1990 WL                          | 1990 WL              | 20 листопада 1990 | Обсерваторія Сайдинг-Спрінг         | Роберт МакНот                                          |
| 7583 Розеґґер (Rosegger)                | 1991 BA3             | 17 січня 1991     | Обсерваторія Карла Шварцшильда      | Ф. Бернґен                                             |
| 7584 Осецький (Ossietzky)               | 1991 GK10            | 9 квітня 1991     | Обсерваторія Карла Шварцшильда      | Ф. Бернґен                                             |
| (7585) 1991 PK8                         | 1991 PK8             | 5 серпня 1991     | Паломарська обсерваторія            | Генрі Гольт                                            |
| 7586 Бісмарк (Bismarck)                 | 1991 RH7             | 13 вересня 1991   | Обсерваторія Карла Шварцшильда      | Лутц Шмадель, Ф. Бернґен                               |
| 7587 Векманн (Weckmann)                 | 1992 CF3             | 2 лютого 1992     | Обсерваторія Ла-Сілья               | Ерік Вальтер Ельст                                     |
| (7588) 1992 FJ1                         | 1992 FJ1             | 24 березня 1992   | Обсерваторія Сайдинг-Спрінг         | Роберт МакНот                                          |
| (7589) 1992 SR1                         | 1992 SR1             | 26 вересня 1992   | Обсерваторія Дінік                  | Ацуші Суґіе                                            |
| 7590 Атеруй (Aterui)                    | 1992 UP4             | 26 жовтня 1992    | Обсерваторія Кітамі                 | Кін Ендате, Кадзуро Ватанабе                           |
| (7591) 1992 WG3                         | 1992 WG3             | 18 листопада 1992 | Обсерваторія Кушіро                 | Сейджі Уеда, Хіроші Канеда                             |
| 7592 Такінематі (Takinemachi)           | 1992 WR3             | 23 листопада 1992 | Обсерваторія Кійосато               | Сатору Отомо                                           |
| (7593) 1992 WP4                         | 1992 WP4             | 21 листопада 1992 | Паломарська обсерваторія            | Е. Гелін                                               |
| 7594 Сьотаро (Shotaro)                  | 1993 BH2             | 19 січня 1993     | Обсерваторія Ґейсей                 | Тсутому Секі                                           |
| 7595 Векше (Vaxjo)                      | 1993 FN26            | 21 березня 1993   | Обсерваторія Ла-Сілья               | UESAC                                                  |
| 7596 Юмі (Yumi)                         | 1993 GH              | 10 квітня 1993    | Обсерваторія Кітамі                 | Кін Ендате, Кадзуро Ватанабе                           |
| 7597 Сіґемі (Shigemi)                   | 1993 GM              | 14 квітня 1993    | Обсерваторія Кійосато               | Сатору Отомо                                           |
| (7598) 1994 CS                          | 1994 CS              | 4 лютого 1994     | Обсерваторія Кушіро                 | Сейджі Уеда, Хіроші Канеда                             |
| 7599 Мунарі (Munari)                    | 1994 PB              | 3 серпня 1994     | Обсерваторія Пістоїєзе              | Андреа Боаттіні, Маура Томбеллі                        |
| 7600 Ваккі (Vacchi)                     | 1994 RB1             | 9 вересня 1994    | Коллеверде ді Ґвідонія              | Вінченцо Касуллі                                       |

| Астероїди 1—10000 → |           |           |           |           |           |           |           |           |            |
| 1—100               | 1001—1100 | 2001—2100 | 3001—3100 | 4001—4100 | 5001—5100 | 6001—6100 | 7001—7100 | 8001—8100 | 9001—9100  |
| 101—200             | 1101—1200 | 2101—2200 | 3101—3200 | 4101—4200 | 5101—5200 | 6101—6200 | 7101—7200 | 8101—8200 | 9101—9200  |
| 201—300             | 1201—1300 | 2201—2300 | 3201—3300 | 4201—4300 | 5201—5300 | 6201—6300 | 7201—7300 | 8201—8300 | 9201—9300  |
| 301—400             | 1301—1400 | 2301—2400 | 3301—3400 | 4301—4400 | 5301—5400 | 6301—6400 | 7301—7400 | 8301—8400 | 9301—9400  |
| 401—500             | 1401—1500 | 2401—2500 | 3401—3500 | 4401—4500 | 5401—5500 | 6401—6500 | 7401—7500 | 8401—8500 | 9401—9500  |
| 501—600             | 1501—1600 | 2501—2600 | 3501—3600 | 4501—4600 | 5501—5600 | 6501—6600 | 7501—7600 | 8501—8600 | 9501—9600  |
| 601—700             | 1601—1700 | 2601—2700 | 3601—3700 | 4601—4700 | 5601—5700 | 6601—6700 | 7601—7700 | 8601—8700 | 9601—9700  |
| 701—800             | 1701—1800 | 2701—2800 | 3701—3800 | 4701—4800 | 5701—5800 | 6701—6800 | 7701—7800 | 8701—8800 | 9701—9800  |
| 801—900             | 1801—1900 | 2801—2900 | 3801—3900 | 4801—4900 | 5801—5900 | 6801—6900 | 7801—7900 | 8801—8900 | 9801—9900  |
| 901—1000            | 1901—2000 | 2901—3000 | 3901—4000 | 4901—5000 | 5901—6000 | 6901—7000 | 7901—8000 | 8901—9000 | 9901—10000 |